# 15 juillet 1943
Le jeudi 15 juillet 1943 est le 196e jour de l'année 1943 du calendrier grégorien.

## Événements

### Événements liés à la Seconde Guerre mondiale
- Juillet 1943 durant la Seconde Guerre mondiale
- L'U 509 est coulé dans l'Atlantique.
- L'U 135 est coulé dans l'Atlantique.
- La 9e division d'infanterie coloniale (9e DIC) est créée en Afrique du Nord, avec des unités coloniales venue de l'Afrique-Occidentale française ou qui tenaient garnison au Maroc et en Algérie.
- L'Opération Fustian est en cours.

## Naissances
- Jocelyn Bell

## Décès
- Alphonse Adam, résistant et fonctionnaire français fondateur du Front de la Jeunesse d'Alsace (FJA) (°9 décembre 1918).
- Marie Say

## Arts, culture et médias
- Sortie du film allemand L'Éternelle Mélodie